# Vale fluvial
Um vale fluvial tem normalmente uma forma funda em V e é geralmente escavado pelo leito de um rio ou torrente.
Em função da natureza, do terreno e do seu desnível, o vale toma diferentes configurações geológicas com designação variada:
- O desfiladeiro ou cânion: vale profundo com paredes abruptas em forma de penhascos onde o rio corre como uma torrente;
- O vale fluvial: propriamente dito com o sua característica forma em "V";
- O vale aluvial ou planície aluvial: onde corre preguiçosamente o rio e com possíveis meandros.

## Geologia
Segundo o local geológico os vales fluviais chamam-se:
- Vales secos ou mortos: vale que perdeu a água por esta ter partido para um vale vizinho;
- Vale sego: vale que perdeu a água por infiltração;
- Praia fluvial : região sujeita às marés e onde o limite com o  mar é mal definido.